# Basketball-Europameisterschaft 2005
Die Basketball-Europameisterschaft 2005 der Herren, kurz Eurobasket 2005, fand vom 16. bis 25. September 2005 in Serbien und Montenegro statt. Griechenland gewann die Goldmedaille, Deutschland Silber und Frankreich gewann die Bronzemedaille. Deutschlands Dirk Nowitzki wurde zum wertvollsten Spieler des Turniers (MVP) gewählt.
Bei der Basketball-Europameisterschaft handelt es sich um einen alle zwei Jahre ausgetragenen Basketballwettbewerb zwischen europäischen Nationalmannschaften, der durch die in München ansässige FIBA Europa, dem Europäischen Basketballverband, organisiert wird.

## Qualifikation
Insgesamt nahmen 16 Mannschaften an dem Turnier teil, die sich auf unterschiedliche Weise für das Turnier qualifizierten:
- Serbien-Montenegro war als Gastgeber automatisch gesetzt.
- Die fünf europäischen Teilnehmer am Basketball-Turnier der Olympischen Sommerspiele 2004 – Litauen, Spanien, Italien, Griechenland und Serbien-Montenegro (bereits als Gastgeber qualifiziert) waren direkt für die EuroBasket 2005 qualifiziert.
- 11 Teilnehmer wurden in einer Qualifikationsrunde ermittelt, die erstmals in einer Division A und einer Division B ausgetragen wurde.

## Austragungsorte

### Belgrad
Belgrad, die Hauptstadt Serbien und Montenegros, war der Hauptaustragungsort der Basketball-Europameisterschaft 2005.
In der Pionir-Halle wurden die Vorrundenspiele der Gruppe C ausgetragen, während in der Belgrad-Arena alle Spiele ab dem Viertelfinale stattfanden. Mit 19.500 Besuchern im Finale stellte die Arena einen neuen Besucherrekord bei einer Europameisterschaft auf. Dies war schon das dritte Mal, dass dieser Wettbewerb in Belgrad stattfand. Belgrad war bereits Spielort der Basketball-Europameisterschaften 1961 und 1975.

### Podgorica
Das Sportski centar Morača in Podgorica war Schauplatz von sechs Vorrundenspielen der Gruppe B. Diese Stadt in Montenegro liegt am weitesten entfernt vom zentralen Austragungsort.

### Novi Sad
Novi Sad, die den Spitznamen „Die Stadt des Sports“ trägt, liegt in der Provinz Vojvodina und beheimatet das SPENS. Die sechs Vorrundenspiele der Gruppe D fanden dort statt.

### Vršac
Vršac war Schauplatz der Spiele in Gruppe A während des Turniers. Die sechs Spiele wurden im 4.058 Personen fassenden Centar Millennium ausgetragen.

## Vorrunde
In der Vorrunde spielten jeweils vier Mannschaften in vier Gruppen gegeneinander. Der Sieger eines Spiels erhielt zwei Punkte, der Verlierer einen Punkt. Stand ein Spiel am Ende der regulären Spielzeit unentschieden, so gab es Verlängerung.

### Gruppe A – Vršac
| Spiel | Datum      | Team 1      | Team 2      | Ergebnis | 1. V. | 2. V. | 3. V. | 4. V. | Verl. |
| ----- | ---------- | ----------- | ----------- | -------- | ----- | ----- | ----- | ----- | ----- |
| A1    | 16.09.2005 | Russland    | Ukraine     | 86:74    | 17:22 | 24:14 | 18:18 | 27:20 | –     |
| A2    | 16.09.2005 | Deutschland | Italien     | 82:84    | 14:17 | 20:21 | 26:12 | 14:24 | 8:10  |
| A3    | 17.09.2005 | Italien     | Russland    | 61:87    | 11:31 | 09:21 | 21:18 | 20:17 | –     |
| A4    | 17.09.2005 | Ukraine     | Deutschland | 58:84    | 19:28 | 13:19 | 13:20 | 13:17 | –     |
| A5    | 18.09.2005 | Russland    | Deutschland | 50:51    | 10:08 | 16:08 | 12:18 | 12:17 | –     |
| A6    | 18.09.2005 | Italien     | Ukraine     | 99:62    | 29:18 | 17:23 | 22:10 | 31:11 | –     |

| Platz | Team        | Spiele | Siege | Niederl. | Punkte | Körbe   | Diff | qualifiziert für  |
| ----- | ----------- | ------ | ----- | -------- | ------ | ------- | ---- | ----------------- |
| 1     | Russland    | 3      | 2     | 1        | 5      | 223:186 | +37  | Viertelfinale     |
| 2     | Deutschland | 3      | 2     | 1        | 5      | 217:192 | +25  | Elimination Round |
| 3     | Italien     | 3      | 2     | 1        | 5      | 244:231 | +13  | Elimination Round |
| 4     | Ukraine     | 3      | 0     | 3        | 3      | 194:269 | −75  |                   |

### Gruppe B – Podgorica
| Spiel | Datum      | Team 1    | Team 2    | Ergebnis | 1. V. | 2. V. | 3. V. | 4. V. | Verl. |
| ----- | ---------- | --------- | --------- | -------- | ----- | ----- | ----- | ----- | ----- |
| B1    | 16.09.2005 | Kroatien  | Bulgarien | 88:84    | 21:24 | 19:20 | 27:24 | 21:16 | –     |
| B2    | 16.09.2005 | Türkei    | Litauen   | 75:87    | 13:22 | 15:24 | 18:19 | 29:22 | –     |
| B3    | 17.09.2005 | Litauen   | Kroatien  | 85:67    | 15:23 | 19:11 | 23:18 | 28:15 | –     |
| B4    | 17.09.2005 | Bulgarien | Türkei    | 89:94    | 23:19 | 24:21 | 20:17 | 12:22 | 10:15 |
| B5    | 18.09.2005 | Kroatien  | Türkei    | 80:67    | 17:23 | 21:18 | 29:05 | 13:21 | –     |
| B6    | 18.09.2005 | Litauen   | Bulgarien | 92:79    | 30:19 | 19:23 | 20:12 | 23:25 | –     |

| Platz | Team      | Spiele | Siege | Niederl. | Punkte | Körbe   | Diff | qualifiziert für  |
| ----- | --------- | ------ | ----- | -------- | ------ | ------- | ---- | ----------------- |
| 1     | Litauen   | 3      | 3     | 0        | 6      | 264:221 | +43  | Viertelfinale     |
| 2     | Kroatien  | 3      | 2     | 1        | 5      | 235:236 | −01  | Elimination Round |
| 3     | Türkei    | 3      | 1     | 2        | 4      | 236:256 | −20  | Elimination Round |
| 4     | Bulgarien | 3      | 0     | 3        | 3      | 252:274 | −22  |                   |

### Gruppe C – Belgrad
| Spiel | Datum      | Team 1                  | Team 2                  | Ergebnis | 1. V. | 2. V. | 3. V. | 4. V. | Verl. |
| ----- | ---------- | ----------------------- | ----------------------- | -------- | ----- | ----- | ----- | ----- | ----- |
| C1    | 16.09.2005 | Slowenien               | Bosnien und Herzegowina | 74:65    | 16:15 | 18:19 | 20:16 | 20:15 | –     |
| C2    | 16.09.2005 | Frankreich              | Griechenland            | 50:64    | 07:21 | 07:11 | 20:21 | 16:11 | –     |
| C3    | 17.09.2005 | Griechenland            | Slowenien               | 56:68    | 14:20 | 13:17 | 12:17 | 17:14 | –     |
| C4    | 17.09.2005 | Bosnien und Herzegowina | Frankreich              | 62:79    | 22:16 | 14:15 | 11:22 | 15:16 | –     |
| C5    | 18.09.2005 | Slowenien               | Frankreich              | 68:58    | 12:15 | 18:17 | 23:12 | 15:14 | –     |
| C6    | 18.09.2005 | Griechenland            | Bosnien und Herzegowina | 67:50    | 15:16 | 18:13 | 10:12 | 24:09 | –     |

| Platz | Team                    | Spiele | Siege | Niederl. | Punkte | Körbe   | Diff | qualifiziert für  |
| ----- | ----------------------- | ------ | ----- | -------- | ------ | ------- | ---- | ----------------- |
| 1     | Slowenien               | 3      | 3     | 0        | 6      | 210:179 | +31  | Viertelfinale     |
| 2     | Griechenland            | 3      | 2     | 1        | 5      | 187:168 | +19  | Elimination Round |
| 3     | Frankreich              | 3      | 1     | 2        | 4      | 187:194 | −07  | Elimination Round |
| 4     | Bosnien und Herzegowina | 3      | 0     | 3        | 3      | 177:220 | −43  |                   |

### Gruppe D – Novi Sad
| Spiel | Datum      | Team 1                 | Team 2                 | Ergebnis | 1. V. | 2. V. | 3. V. | 4. V. | Verl. |
| ----- | ---------- | ---------------------- | ---------------------- | -------- | ----- | ----- | ----- | ----- | ----- |
| D1    | 16.09.2005 | Lettland               | Israel                 | 065:074  | 18:23 | 23:15 | 08:18 | 16:18 | –     |
| D2    | 16.09.2005 | Serbien und Montenegro | Spanien                | 070:089  | 13:21 | 17:22 | 26:27 | 14:19 | –     |
| D3    | 17.09.2005 | Spanien                | Lettland               | 114:109  | 30:16 | 19:30 | 25:20 | 24:32 | 16:11 |
| D4    | 17.09.2005 | Israel                 | Serbien und Montenegro | 077:093  | 21:25 | 17:22 | 27:20 | 12:26 | –     |
| D5    | 18.09.2005 | Lettland               | Serbien und Montenegro | 067:082  | 19:31 | 12:16 | 19:20 | 17:15 | –     |
| D6    | 18.09.2005 | Spanien                | Israel                 | 077:085  | 16:17 | 12:16 | 31:32 | 18:20 | –     |

| Platz | Team                   | Spiele | Siege | Niederl. | Punkte | Körbe   | Diff | qualifiziert für  |
| ----- | ---------------------- | ------ | ----- | -------- | ------ | ------- | ---- | ----------------- |
| 1     | Spanien                | 3      | 2     | 1        | 5      | 280:264 | +16  | Viertelfinale     |
| 2     | Serbien und Montenegro | 3      | 2     | 1        | 5      | 245:233 | +12  | Elimination Round |
| 3     | Israel                 | 3      | 2     | 1        | 5      | 236:235 | +01  | Elimination Round |
| 4     | Lettland               | 3      | 0     | 3        | 3      | 241:270 | −29  |                   |

## Finalrunden

### Modus
Nach der Vorrunde qualifizierte sich das jeweils erste Team einer Gruppe direkt für das Viertelfinale. Die zweitplatzierten jeder Gruppe mussten mit einem drittplatzierten einer anderen Gruppe um einen Platz im Viertelfinale spielen. Anschließend trafen sowohl die Sieger der Viertelfinals im Halbfinale aufeinander, als auch die Verlierer im „kleinen Halbfinale“. Die Sieger der Halbfinalspiele trafen im Finale aufeinander, die Verlierer im Spiel um Platz 3. Die Sieger des „kleinen Halbfinales“ spielten um Platz 5, die Verlierer um Platz 7.

### Elimination Round
| Spiel | Datum      | Team 1                 | Team 2     | Ergebnis | 1. V. | 2. V. | 3. V. | 4. V. | Verl. |
| ----- | ---------- | ---------------------- | ---------- | -------- | ----- | ----- | ----- | ----- | ----- |
| 25    | 20.09.2005 | Deutschland            | Türkei     | 66:57    | 14:15 | 13:19 | 21:12 | 18:11 | –     |
| 26    | 20.09.2005 | Kroatien               | Italien    | 74:66    | 16:19 | 24:12 | 15:21 | 19:14 | –     |
| 27    | 20.09.2005 | Griechenland           | Israel     | 67:61    | 14:06 | 11:08 | 24:27 | 18:20 | –     |
| 28    | 20.09.2005 | Serbien und Montenegro | Frankreich | 71:74    | 23:18 | 21:17 | 13:19 | 14:20 | –     |

### Turnierbaum
Alle Zeiten sind Mitteleuropäische Sommerzeit (MESZ)
|  | Viertelfinale           | Viertelfinale           |                         |                         | Halbfinale              | Halbfinale |  |  | Finale                  | Finale                  |
|  |                         |                         |                         |                         |                         |            |  |  |                         |                         |
|  | 29 – 22.09.2005 – 17:30 |                         |                         |                         |                         |            |  |  |                         |                         |
|  | Russland                | 61                      |                         |                         |                         |            |  |  |                         |                         |
|  | Russland                | 61                      | 35 – 24.09.2005 – 18:00 |                         |                         |            |  |  |                         |                         |
|  | Griechenland            | 66                      |                         |                         |                         |            |  |  |                         |                         |
|  | Griechenland            | 66                      | Griechenland            | 67                      |                         |            |  |  |                         |                         |
|  |                         |                         | Griechenland            | 67                      |                         |            |  |  |                         |                         |
|  |                         | Frankreich              | 66                      |                         |                         |            |  |  |                         |                         |
|  | Litauen                 | Frankreich              | 66                      | 47                      |                         |            |  |  |                         |                         |
|  | Litauen                 |                         |                         | 47                      |                         |            |  |  |                         |                         |
|  | Frankreich              | 63                      |                         | 40 – 25.09.2005 – 21:00 | 40 – 25.09.2005 – 21:00 |            |  |  |                         |                         |
|  | 30 – 22.09.2005 – 20:30 | 30 – 22.09.2005 – 20:30 | Griechenland            | 78                      |                         |            |  |  |                         |                         |
|  | 32 – 23.09.2005 – 18:00 | 32 – 23.09.2005 – 18:00 |                         | Deutschland             | 62                      |            |  |  |                         |                         |
|  | Slowenien               | 62                      |                         |                         |                         |            |  |  |                         |                         |
|  | Deutschland             | 76                      |                         |                         |                         |            |  |  |                         |                         |
|  | Deutschland             | 76                      | Deutschland             | 74                      |                         |            |  |  |                         |                         |
|  |                         |                         | Deutschland             | 74                      | Spiel um Platz 3        |            |  |  |                         |                         |
|  |                         | Spanien                 | 73                      |                         |                         |            |  |  |                         |                         |
|  | Spanien                 | Spanien                 | 73                      | 101                     | Frankreich              | 98         |  |  |                         |                         |
|  | Spanien                 | 36 – 24.09.2005 – 21:00 |                         | 101                     | Frankreich              | 98         |  |  |                         |                         |
|  | Kroatien                | 85                      |                         | Spanien                 | 68                      |            |  |  |                         |                         |
|  | Kroatien                | 85                      |                         |                         | 68                      |            |  |  |                         |                         |
|  | 33 – 23.09.2005 – 21:00 | 33 – 23.09.2005 – 21:00 |                         |                         |                         |            |  |  | 39 – 25.09.2005 – 18:00 | 39 – 25.09.2005 – 18:00 |

#### Plätze 5 bis 8
|  | Kleines Halbfinale      | Kleines Halbfinale      |                         |    | Finalrunden 5.–8. Platz | Finalrunden 5.–8. Platz |
|  |                         |                         |                         |    |                         |                         |
|  | Russland                | 78                      |                         |    |                         |                         |
|  | Litauen                 | 89                      |                         |    |                         |                         |
|  | 31 – 23.09.2005 – 15:30 |                         |                         |    |                         |                         |
|  |                         |                         | 38 – 25.09.2005 – 14:15 |    |                         |                         |
|  | Litauen                 | 79                      |                         |    |                         |                         |
|  |                         | Slowenien               | 70                      |    |                         |                         |
|  |                         |                         |                         |    |                         |                         |
|  | 7. und 8. Platz         |                         |                         |    |                         |                         |
|  | 34 – 23.09.2005 – 15:30 | 34 – 23.09.2005 – 15:30 | Russland                | 74 |                         |                         |
|  | Slowenien               | 89                      | Kroatien                | 92 |                         |                         |
|  | Kroatien                | 80                      |                         |    | 37 – 25.09.2005 – 12:00 | 37 – 25.09.2005 – 12:00 |

### Viertelfinale
| Spiel | Datum      | Team 1    | Team 2       | Ergebnis | 1. V. | 2. V. | 3. V. | 4. V. | Verl. |
| ----- | ---------- | --------- | ------------ | -------- | ----- | ----- | ----- | ----- | ----- |
| 29    | 22.09.2005 | Russland  | Griechenland | 061:66   | 13:06 | 20:20 | 07:18 | 21:22 | –     |
| 30    | 22.09.2005 | Litauen   | Frankreich   | 047:63   | 06:14 | 10:18 | 20:12 | 11:19 | –     |
| 32    | 23.09.2005 | Slowenien | Deutschland  | 062:76   | 12:21 | 22:13 | 13:18 | 15:24 | –     |
| 33    | 23.09.2005 | Spanien   | Kroatien     | 101:85   | 11:18 | 14:15 | 30:20 | 18:20 | 28:12 |

### Kleines Halbfinale
| Spiel | Datum      | Team 1    | Team 2   | Ergebnis | 1. V. | 2. V. | 3. V. | 4. V. | Verl. |
| ----- | ---------- | --------- | -------- | -------- | ----- | ----- | ----- | ----- | ----- |
| 31    | 23.09.2005 | Russland  | Litauen  | 78:89    | 21:23 | 23:15 | 16:21 | 18:30 | –     |
| 34    | 24.09.2005 | Slowenien | Kroatien | 89:80    | 19:27 | 21:16 | 18:08 | 31:29 | –     |

### Halbfinale
| Spiel | Datum      | Team 1       | Team 2     | Ergebnis | 1. V. | 2. V. | 3. V. | 4. V. | Verl. |
| ----- | ---------- | ------------ | ---------- | -------- | ----- | ----- | ----- | ----- | ----- |
| 35    | 24.09.2005 | Griechenland | Frankreich | 67:66    | 16:14 | 13:16 | 15:15 | 23:21 | –     |
| 36    | 24.09.2005 | Deutschland  | Spanien    | 74:73    | 16:23 | 18:12 | 20:22 | 20:16 | –     |

### Spiel um Platz 7
| Spiel | Datum      | Team 1   | Team 2   | Ergebnis | 1. V. | 2. V. | 3. V. | 4. V. | Verl. |
| ----- | ---------- | -------- | -------- | -------- | ----- | ----- | ----- | ----- | ----- |
| 37    | 25.09.2005 | Russland | Kroatien | 74:92    | 19:25 | 22:17 | 12:33 | 21:17 | –     |

### Spiel um Platz 5
| Spiel | Datum      | Team 1  | Team 2    | Ergebnis | 1. V. | 2. V. | 3. V. | 4. V. | Verl. |
| ----- | ---------- | ------- | --------- | -------- | ----- | ----- | ----- | ----- | ----- |
| 38    | 25.09.2005 | Litauen | Slowenien | 79:70    | 27:19 | 18:07 | 15:26 | 19:18 | –     |

### Spiel um Platz 3
| Spiel | Datum      | Team 1     | Team 2  | Ergebnis | 1. V. | 2. V. | 3. V. | 4. V. | Verl. |
| ----- | ---------- | ---------- | ------- | -------- | ----- | ----- | ----- | ----- | ----- |
| 39    | 25.09.2005 | Frankreich | Spanien | 98:68    | 21:21 | 23:15 | 31:18 | 23:14 | –     |

### Finale
| Spiel | Datum      | Team 1       | Team 2      | Ergebnis | 1. V. | 2. V. | 3. V. | 4. V. | Verl. |
| ----- | ---------- | ------------ | ----------- | -------- | ----- | ----- | ----- | ----- | ----- |
| 40    | 25.09.2005 | Griechenland | Deutschland | 78:62    | 19:12 | 20:20 | 25:16 | 14:14 | –     |

## Endstände
| Rang                                   | Team                    | Siege : Niederl. | Korbverhältnis |
| Finalrunden                            | Finalrunden             | Finalrunden      | Finalrunden    |
| -------------------------------------- | ----------------------- | ---------------- | -------------- |
| 1                                      | Griechenland            | 6 : 1            | 1,1124         |
| 2                                      | Deutschland             | 5 : 2            | 1,0714         |
| 3                                      | Frankreich              | 4 : 3            | 1,0917         |
| 4                                      | Spanien                 | 3 : 3            | 1,0019         |
| 5                                      | Litauen                 | 5 : 1            | 1,1088         |
| 6                                      | Slowenien               | 4 : 2            | 1,0411         |
| 7                                      | Kroatien                | 4 : 3            | 1,0000         |
| 8                                      | Russland                | 2 : 4            | 1,0069         |
| In der Elimination Round ausgeschieden |                         |                  |                |
| 9                                      | Serbien und Montenegro  | 2 : 2            | 1,0293         |
| 9                                      | Italien                 | 2 : 2            | 1,0164         |
| 9                                      | Israel                  | 2 : 2            | 0,9834         |
| 9                                      | Türkei                  | 1 : 3            | 0,9099         |
| Nach der Vorrunde ausgeschieden        |                         |                  |                |
| 13                                     | Bulgarien               | 0 : 3            | 0,9197         |
| 13                                     | Lettland                | 0 : 3            | 0,8926         |
| 13                                     | Bosnien und Herzegowina | 0 : 3            | 0,8045         |
| 13                                     | Ukraine                 | 0 : 3            | 0,7212         |

## Ehrungen
Zum besten Spieler des Turniers (MVP) wurde der Deutsche Dirk Nowitzki gewählt. In insgesamt sieben Spielen erzielte Nowitzki durchschnittlich 26,1 Punkte, 10,6 Rebounds, 1,7 Assists und 1,9 Blocks pro Partie. Er hatte eine Trefferquote von 41,1 % (53 von 129) aus dem Feld und 88,5 % (54 von 61) von der Freiwurflinie.
Ins All-Tournament-Team wurden neben Nowitzki die Griechen Dimitrios Diamantidis und Theodoros Papaloukas, der Franzose Boris Diaw sowie Spaniens Juan Carlos Navarro gewählt.

## Statistiken

### Insgesamt
- 40 Spiele
- 5.962 Punkte
- 2.797 Rebounds (davon 805 offensiv und 1.992 defensiv)
- 923 Assists
- 1.860 Fouls
- 1.255 Ballverluste
- 685 Steals
- 205 geblockte Würfe

### Meiste Punkte
| Spieler             | Nationalität | Punkte |
| ------------------- | ------------ | ------ |
| Dirk Nowitzki       | Deutschland  | 183    |
| Juan Carlos Navarro | Spanien      | 151    |
| Boris Diaw          | Frankreich   | 96     |
| Gordan Giriček      | Kroatien     | 94     |
| Jorge Garbajosa     | Spanien      | 87     |

### Meiste Punkte pro Spiel
| Spieler             | Nationalität           | Punkte |
| ------------------- | ---------------------- | ------ |
| Dirk Nowitzki       | Deutschland            | 26,1   |
| Juan Carlos Navarro | Spanien                | 25,2   |
| Andrei Kirilenko    | Russland               | 17,5   |
| Igor Rakočević      | Serbien und Montenegro | 16,3   |
| Gordan Giriček      | Kroatien               | 15,7   |

### Meiste Rebounds pro Spiel
| Spieler          | Nationalität | Rebounds |
| ---------------- | ------------ | -------- |
| Andrei Kirilenko | Russland     | 11,8     |
| Dirk Nowitzki    | Deutschland  | 10,6     |
| Wiktor Chryapa   | Russland     | 8,7      |
| Felipe Reyes     | Spanien      | 7,7      |
| Florent Piétrus  | Frankreich   | 7,1      |

### Meiste Assists pro Spiel
| Spieler               | Nationalität           | Assists |
| --------------------- | ---------------------- | ------- |
| Dimitrios Diamantidis | Griechenland           | 5,0     |
| Marko Jarić           | Serbien und Montenegro | 4,3     |
| Tal Burstein          | Israel                 | 4,0     |
| Igor Rakočević        | Serbien und Montenegro | 4,0     |
| Meir Tapiro           | Israel                 | 4,0     |

## Die deutsche Mannschaft
Die deutsche Mannschaft bestand aus Stephen Arigbabu, Mithat Demirel, Patrick Femerling, Robert Garrett, Stefano Garris, Demond Greene, Robert Maras, Misan Nikagbatse, Dirk Nowitzki, Marko Pesic, Pascal Roller, Sven Schultze und Denis Wucherer; Coach war Dirk Bauermann.